# Pterobryopsis foulkesiana
Pterobryopsis foulkesiana är en bladmossart som beskrevs av Fleischer 1905. Pterobryopsis foulkesiana ingår i släktet Pterobryopsis och familjen Pterobryaceae. Inga underarter finns listade i Catalogue of Life.